# Perebea humilis
Perebea humilis är en mullbärsväxtart som beskrevs av C. C. Berg. Perebea humilis ingår i släktet Perebea och familjen mullbärsväxter. Inga underarter finns listade i Catalogue of Life.